# Pánk
Pánk (románul: Panc) falu Romániában, Erdélyben, Hunyad megyében.

## Fekvése
Jófőtől délnyugatra fekvő település.

## Története
A falu nevét 1491-ben említette először oklevél p. Paank alakban, mint Déva vár tartozékát és Jófő város birtokát.
1601-ben Pank, 1733-ban Pancz, 1805-ben Pánk, 1808-ban Pánk ~ Bánk, 1913-ban Pánk néven írták.
A trianoni békeszerződés előtt Hunyad vármegye Marosillyei járásához tartozott.
1910-ben 438 lakosából 437 fő román és görögkeleti ortodox volt.
A 2002-es népszámláláskor 168 lakosa mind román volt.